# حراملو
حراملو (بالفارسية: حراملو) هي قرية تقع في أذربيجان الغربية في إيران. يقدر عدد سكانها بـ 135 نسمة بحسب إحصاء 2016.